# دونالد بي. هاتشينسون
دونالد بي. هاتشينسون هو سياسي أمريكي، ولد في 31 ديسمبر 1945 في بالتيمور في الولايات المتحدة. نشط حزبياً في الحزب الديمقراطي. وقد انتخب عضو مجلس ولاية ماريلند ‏ وانتخب عضو مجلس النواب لولاية ماريلند ‏.